# Jana Gogolová
Jana Gogolová est une ancienne joueuse de volley-ball  slovaque née le 27 janvier 1984 à Nové Zámky (Région de Nitra). Elle mesure 1,86 m et jouait au poste de centrale. Elle a totalisé 22 sélections en équipe de Slovaquie.

## Clubs
| Club                          | De        | À         |
| ----------------------------- | --------- | --------- |
| ŠKV Nové Zámky                | 1995-1996 | 1999-2000 |
| Slavia UK Bratislava          | 2000-2001 | 2006-2007 |
| VK Prostějov                  | 2007-2008 | 2007-2008 |
| Stella Étoile Sportive Calais | 2008-2009 | 2009-2010 |
| TSV Sonthofen                 | 2010-2011 | 2010-2011 |

## Palmarès
- Championnat de Slovaquie[1]
  - Vainqueur : 2004.
  - Finaliste : 2005, 2006, 2007.
- Coupe de Slovaquie[1]
  - Vainqueur : 2004, 2005, 2006.
  - Finaliste : 2007.
- Coupe de République tchèque
  - Vainqueur : 2008.